# 物种库
物种库（英語：species pool）是一个生态学和生物地理学概念，指所有可能在特定棲息地定殖和栖息的物种。该概念强调“本地群落不是封闭系统，而占据任何局部区域的物种通常都来自其他地方”这一事实；但是，物种库概念可能存在逻辑上的合成謬誤。然而，大多数局部群落的确只有物种库的一小部分。该概念源自麦克阿瑟（MacArthur）和威尔逊（Wilson）的岛屿生物地理学理论，该理论考察了影响孤立自然群落物种丰富度的因素。它有助于了解地方群落的组成和丰富度，以及大时空尺度上作用的生物地理和进化过程如何对其产生影响。物种库中缺失的部分——暗多样性——已应用于理解影响当地群落的过程。估算潜在但尚未出现的物种数量的方法也正在被研究。
据推测，物种丰富度与植物群落物种库的大小之间可能存在直接相关性。在其他地方，有报告认为“取舍权衡和物种库结构（大小和性状分布）决定了植物生产力-多样性关系的形态。